# Stanwellia nebulosa
Espèce
Synonymes
- Aname nebulosa Rainbow & Pulleine, 1918
- Aname confusa Rainbow & Pulleine, 1918

Stanwellia nebulosa est une espèce d'araignées mygalomorphes de la famille des Pycnothelidae.

## Distribution
Cette espèce est endémique d'Australie-Méridionale.

## Description
La carapace du mâle syntype mesure 5,6 mm de long sur 4,4 mm et l'abdomen 5,1 mm de long sur 3,2 mm et la carapace de la femelle syntype mesure 8,8 mm de long sur 6,1 mm et l'abdomen 14,4 mm de long sur 8,3 mm.

## Systématique et taxinomie
Cette espèce a été décrite sous le protonyme Aname nebulosa par Rainbow et Pulleine en 1918. Elle est placée dans le genre Stanwellia par Main en 1964.
Aname confusa a été placée en synonymie par Main en 1972.

## Publication originale
- Rainbow & Pulleine, 1918 : Australian trap-door spiders. Records of the Australian Museum, vol. 12, p. 81-169 (texte intégral).